# Il birichino di papà
Il birichino di papà è un film del 1943 diretto da Raffaello Matarazzo.

## Trama
La giovane Nicoletta, figlia minore del comm. Leopoldo Giovannini, è viziatissima dal padre, si comporta da maschiaccio ed ha un carattere ribelle (non per niente il padre la chiama Nicola). Durante il matrimonio della sua sorella maggiore Livia, si scontra con la futura suocera di costei, la marchesa Della Bella, la quale impone di farla iscrivere in un austero collegio di cui lei è la presidentessa. Nonostante voglia tenere la figlia presso di sé, Leopoldo è costretto a cedere e la ragazzina finisce in collegio.
Ma anche là nessuno riesce a governare la giovane ribelle, che quindi viene continuamente punita, anche severamente. Nonostante ciò, ella riesce astutamente a comunicare con la sorella, alla quale riferisce l'infedeltà del marito, che ha casualmente sorpreso in compagnia di una ex fidanzata. Assieme fuggono sia dal collegio che dal tetto coniugale e si rifugiano presso un avvocato male in arnese che Nicoletta era riuscita fortunosamente a contattare.
Livia disperata, anche perché aspetta un figlio, chiede all'avvocato di avviare la causa di separazione, ma a quel punto il marito, pentito, la raggiunge e tra i due avviene la riconciliazione. Nicoletta, che a modo suo ha favorito questa soluzione, non tornerà in collegio e potrà vivere a modo suo senza restrizioni.

## Realizzazione del film

### Soggetto e sceneggiatura
Il birichino di papà è tratto dal libro omonimo (tit. origin. Papas Junge) pubblicato nel 1905 da Henny Koch e tradotto in italiano da Maria Campari. Si tratta dell'ultimo film che negli anni trenta e primi quaranta Matarazzo girò in Italia prima di trasferirsi, a causa del suo timore di essere richiamato per la guerra, in Spagna, dove poi restò per circa due anni. Esso costituisce anche l'unico incontro professionale tra il regista romano ed il co-sceneggiatore Cesare Zavattini, nel dopoguerra uno dei principali ispiratori del neorealismo, che la critica "ufficiale" contrapporrà, talvolta in modo sprezzante, proprio a quel filone di film melò (denominato "neorealismo d'appendice") di cui nei primi anni cinquanta Matarazzo fu, a torto o a ragione, considerato il principale autore.

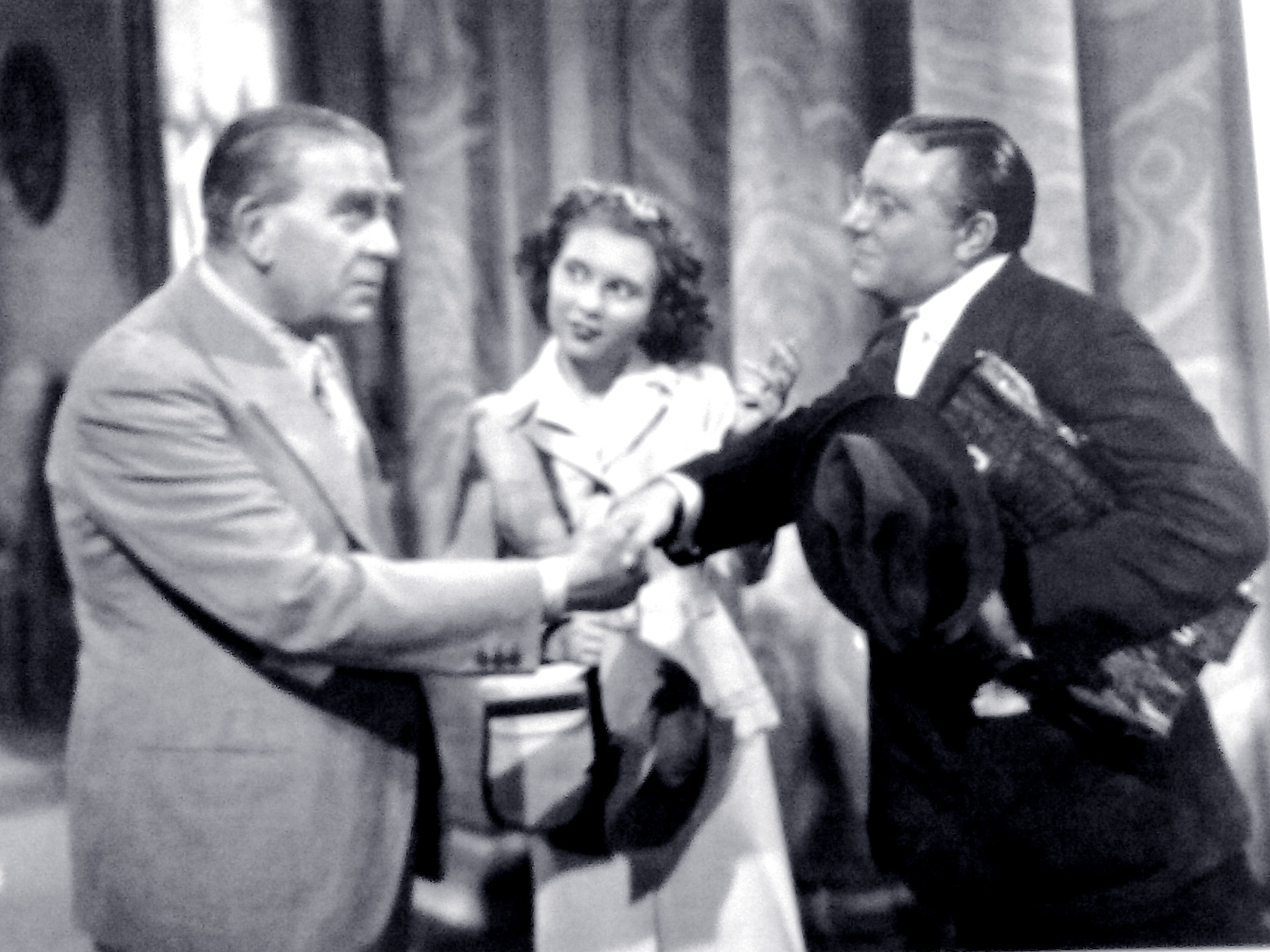
Armando Falconi, Chiaretta Gelli e Carlo Campanini in una inquadratura del film diretto da Raffaello Matarazzo

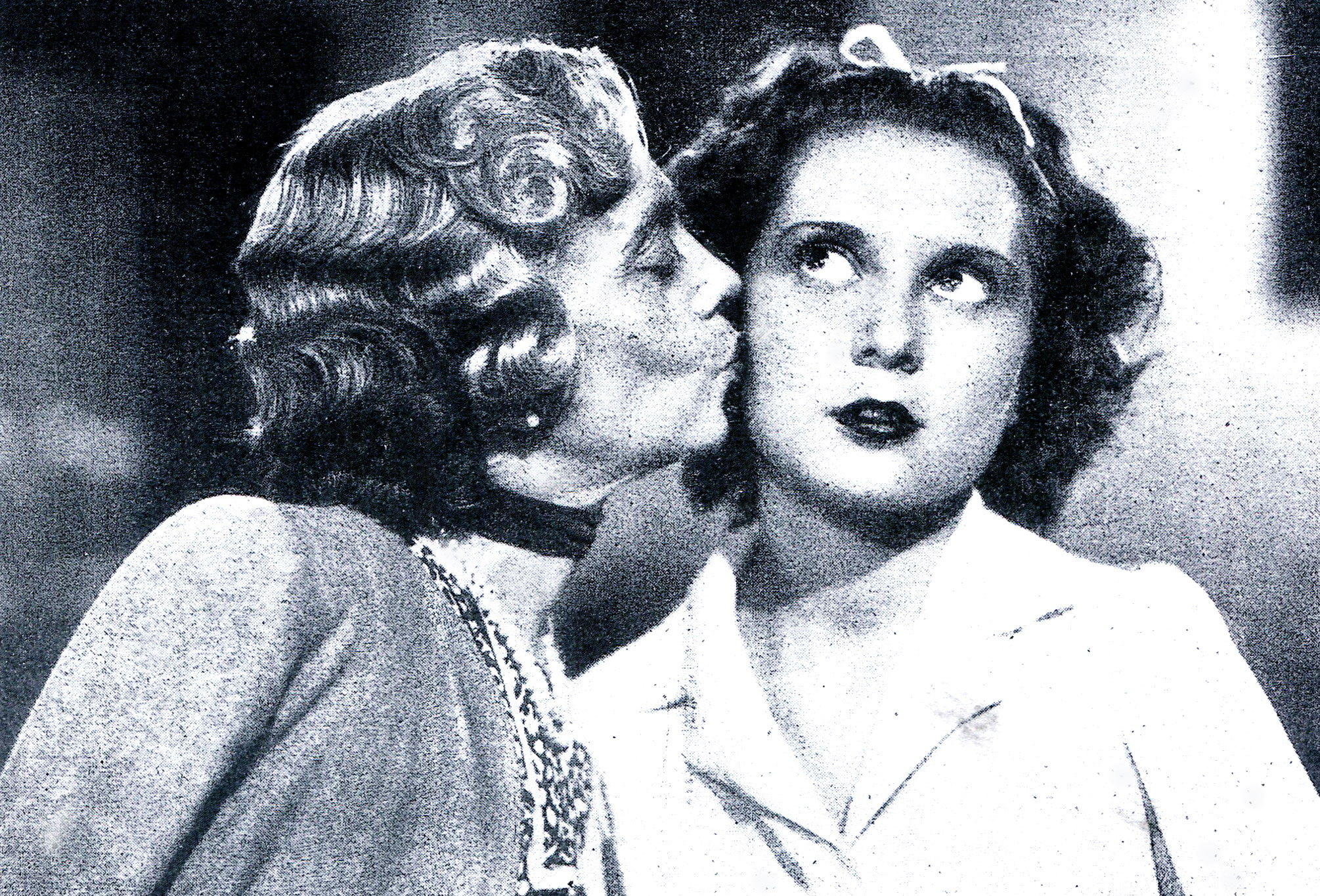
Dina Galli con il birichino Chiaretta Gelli

### Produzione
Il film ebbe tempi di lavorazione insolitamente lunghi per l'epoca: le riprese iniziarono infatti a Cinecittà nel giugno 1942 e si conclusero alla fine di ottobre dello stesso anno, rientrando nell'imponente sforzo produttivo che, nonostante il periodo bellico, stava compiendo la "Lux", l'azienda di Gualino che aveva in cantiere negli stessi mesi altri titoli sia drammatici (Malombra, Un colpo di pistola, Una storia d'amore), che comico-brillanti (Colpi di timone).

### Interpreti
Nel Birichino di papà tornarono a lavorare con Matarazzo diversi degli attori che egli aveva appena finito di dirigere nel quasi contemporaneo Giorno di nozze, pellicola che, nonostante fosse stata prodotta diversi mesi prima, si trovò poi a circolare sugli schermi italiani negli stessi primi mesi del 1943. In questo film, però, Matarazzo operò un'inversione di ruoli tra Chiaretta Gelli, che qui diventa indiscussa protagonista, rispetto ad Anna Vivaldi/Proclemer. La Gelli, diciassettenne proveniente dal mondo del canto, venne da alcuni commentatori subito paragonata alla popolare attrice canadese Deanna Durbin, e per questo descritta come «un faccino non bello, ma furbo senza essere troppo smorfioso, ed una voce dolce e chiara (con) doti non soprannaturali, ma insomma positive».
«Il paragone con la Durbin - ricorderà oltre trent'anni dopo la Gelli - mi dava estremamente fastidio in quel periodo. Io la guardavo con simpatia prima ancora di fare del cinema; tutti mi dicevano che ero la "Durbin italiana" (ma) io sentivo che non era così. Avevo una personalità mia, ben precisa, e sentivo che avevo in me delle possibilità che andavano al di là del canto». Ma al tempo del Birichino i commenti insistettero solo sulle sue dati canore, come fece anche Adriano Baracco che la presentò come «non alta, paffutella, graziosa. Canta così bene che riceve i complimenti di tutti, e non si é montata la testa: miracoloso».

### Altri apporti
Da segnalare anche il ritorno della collaborazione tra Matarazzo e Nino Rota, che si erano ritrovati negli stessi mesi sul "set" di questo film e di Giorno di nozze quasi dieci anni dopo aver dato vita nel 1933, entrambi esordienti, a Treno popolare, film innovativo per i suoi tempi, apprezzato dalla critica, ma fischiato dal pubblico.

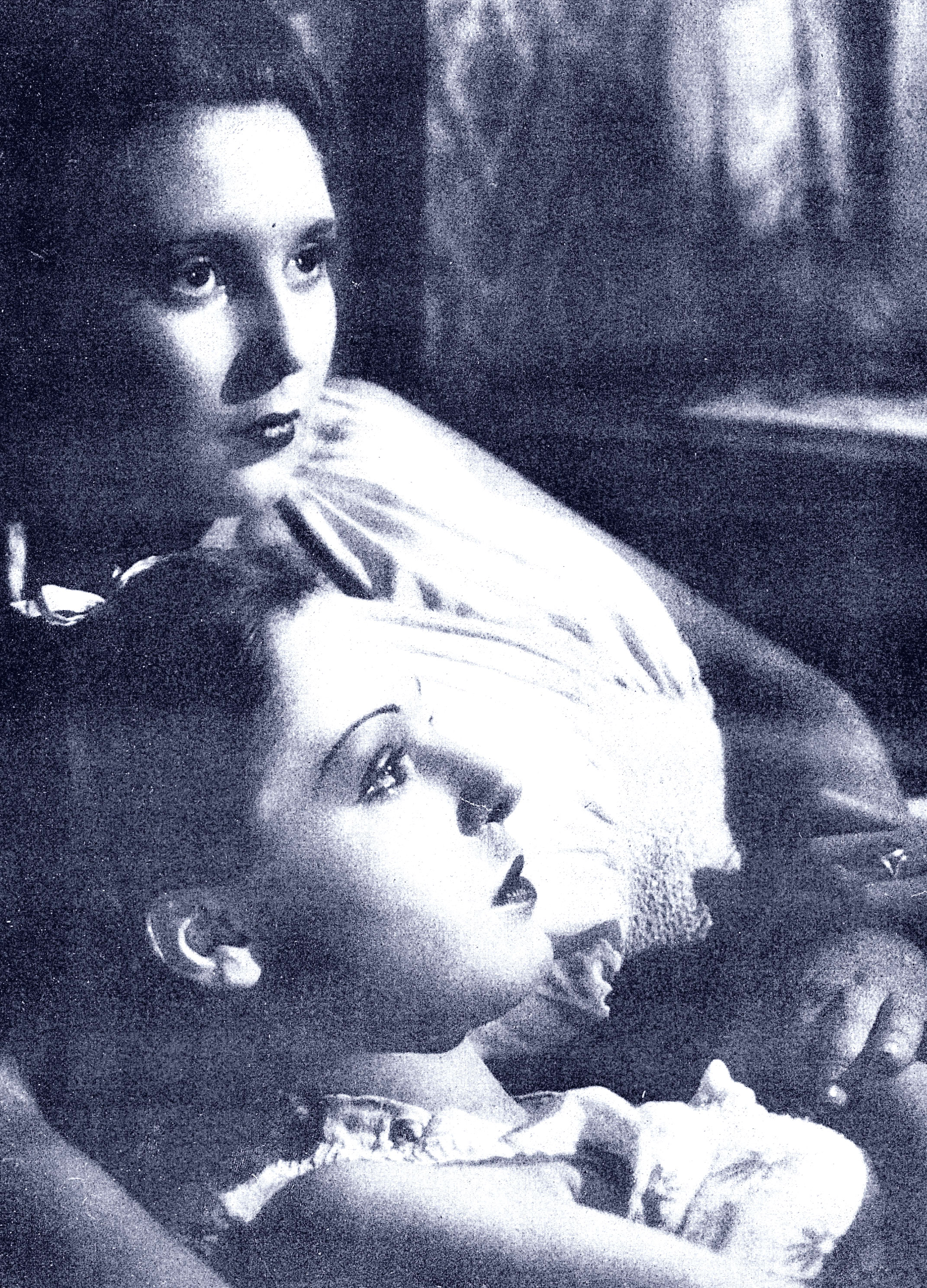
Le due giovanissime protagoniste: in alto Chiaretta Gelli, diciassettenne al tempo del film, in una scena con la diciannovenne Anna Vivaldi/Proclemer

## Accoglienza

### Commenti contemporanei
Il birichino di papà ricevette accoglienze abbastanza positive dalla critica, nei limiti della sua natura di film brillante destinato a divertire. «Il pubblico ha passato un'ora di allegra spensieratezza e lo scopo è stato quindi pienamente raggiunto. Matarazzo, senza ambizioni di novità e calcando sui toni farseschi della vicenda, ha fatto perno sulla Gelli, attricetta intelligente e vivace, graziosa e... canora». Apprezzamenti anche da Diego Calcagno che lo presentò come un film «pieno di fracasso e di freschezza; nonostante i suoi difetti dovuti soprattutto alla poca consistenza del soggetto, alla convenzionalità di alcune situazioni e di alcuni attori, è più vicino al mio gusto. La regia di Matarazzo svelta ed amabile (e) l'ultimo di questi film ha messo in risalto una fanciulla appena sbocciata Chiaretta Gelli».
Di «film senza evidenti pretese» scrisse Cinema pur riconoscendo che «non manca di un certo ritmo narrativo che si interrompe solo quando Chiaretta Gelli, chissà perché, comincia a cantare», mentre il Corriere della sera «Il birichino obbedisce ad una formula che sarebbe facile indovinare anche se non l'avessimo ancora conosciuta. (...) Matarazzo non ha esitato, come in altri film del genere, a valersi di elementi sui quali poter calcare con sicurezza».
L'unico giudizio decisamente negativo rimase quello de L'Illustrazione italiana secondo il quale «l'intelligente spettatore di momenti cinematografici non ne trova ed ancor meno ne incontra (nel film) messo a disposizione dell'ugola della Gelli, la quale, se non canta, sembra che muore».

### Commenti successivi
Anche in seguito quanti hanno commentato retrospettivamente questo film di Matarazzo ne hanno messo in evidenza il lato divertente. «Commedia dai toni spigliati - questa la scheda illustrativa del film pubblicata sul Mereghetti - con un sottofondo di critica sociale che condanna la mancanza di sincerità che regola i rapporti tra le persone», anche se secondo Angela Prudenzi, autrice della (sinora) unica monografia sull'opera del regista romano, il film non si caratterizza solo per la trama brillante: «il Birichino di papà, che probabilmente risente dell'influenza di Zavattini, contiene momenti di tensione drammatica e di aperta conflittualità tra i personaggi, a riprova che la vicenda è condotta con una maggior accentuazione degli elementi, seppur tenui, di critica sociale».